# Peter Frolo
Peter Frolo je slovenský portrétní fotograf a fotožurnalista.

## Životopis
Je držitelem novinářské ceny za nejlepší novinářskou fotografii v roce 2004 a ve své domovské databázi se stal známým také jako člen poroty Photo Challenge v roce 2011.

## Výstavy
- 2011: Orange JOJ Music Summer od Petera Frola – JOJ Café, Aupark, Bratislava, Slovensko[5]

## Ocenění
| Rok                                                            | Nominované dílo | Cena                                        | Kategorie                        | Výsledek  | Výsledek | Výsledek |
| -------------------------------------------------------------- | --------------- | ------------------------------------------- | -------------------------------- | --------- | -------- | -------- |
| 2004                                                           | Zavalený        | Novinářská cena Nadace otevřené společnosti | - Nejlepší novinářská fotografie | Vítězství | [ 3 ]    |          |
| Poznámka: K sérii tří fotografií publikovaných / pro Nový čas. |                 |                                             |                                  |           |          |          |